# Laurentius Petri
Laurentius Petri Nericius, Lars Petersson (ur. 1499 w Örebro, zm. 27 października 1573 w Uppsali) – szwedzki duchowny luterański, reformator religijny, arcybiskup Uppsali w latach 1531–1573
Wspólnie ze starszym bratem Olausem Petri jest wspominany przez ewangelików wyznania augsburskiego jako Odnowiciel Kościoła.

## Życiorys
Był synem kowala Petera Olofssona i Kristiny Larsdotter. Studiował wraz z bratem Olausem. Kształcił się początkowo w klasztorze karmelitów w Örebro, a następnie na uniwersytecie w Wittenberdze, gdzie poznał czołowych przedstawicieli reformacji, w tym Marcina Lutra.
Po powrocie do Szwecji w 1527 roku przyjął święcenia kapłańskie i został nauczycielem na Gotlandii. Po 1528 roku związał się ze szwedzkim ruchem reformacyjnym. Zamieszkał w Sztokholmie i był jednym z głównych propagatorów luteranizmu w otoczeniu króla Gustawa I Wazy.
Od 1530 roku był profesorem Uniwersytetu w Uppsali. W 1531 roku na sejmie w Uppsali został nominowany przez króla szwedzkiego arcybiskupem Uppsali. Laurentius Petri został nominowany na arcybiskupa Uppsali w opozycji do żyjącego na emigracji arcybiskupa Johannesa Magnusa. Jego wybór nie został uznany za kanoniczny przez Stolicę Apostolską. Po śmierci Johannesa Magnusa w 1544 roku papież uznał archidiecezję Uppsali za wakującą i mianował arcybiskupem Uppsali Olausa Magnusa i pierwszym prymasem Ewangelicko-Luterańskiego Kościoła Szwecji. Po objęciu urzędu stał się gorliwym obrońcą ustroju episkopalnego Kościoła Szwecji. Doprowadził do jego zreformowania w duchu doktryny luterańskiej, ale z zachowaniem pewnych elementów katolickich. Sprzeciwił się szerzeniu doktryny kalwinizmu w Szwecji.
W 1572 na synodzie w Uppsali doprowadził do przyjęcia przez szwedzkich duchownych, zatwierdzonej rok wcześniej przez króla Jana III Wazę, Ordynacji Kościelnej, która regulowała ustrój i doktrynę Kościoła Szwecji.
Był jednym z głównych wnioskodawców tłumaczenia Pisma Świętego na język szwedzki. Pod jego opieką i nadzorem w 1541 roku została wydana luterańska Biblia Gustawa Wazy.

## Życie prywatne
W 1531 roku po konsekracji Laurentius Petri ożenił się z krewną króla Gustawa I Wazy, Elżbietą Didriksdotter. Ze związku tego pochodziła córka Margareta, która była żoną prymasa Kościoła Szwecji, Andreasa Laurentii Björnrama